# OGLE BW3 V38
OGLE BW3 V38 (abreviado como BW3 V38) es una estrella binaria en la constelación de Sagitario de magnitud aparente +18,3.
Se encuentra a una incierta distancia de 400 pársecs (1300 años luz) del sistema solar.
OGLE BW3 V38 es una binaria cercana cuyas componentes —muy próximas entre sí— son enanas rojas de tipo espectral M3V. Su período orbital es de solo 0,19839 días (4,76 horas) y el semieje mayor de la órbita es de 1,355 radios solares (0,006 UA).
La inclinación del plano orbital, 85,5º respecto al plano del cielo, hace que el sistema constituya una binaria eclipsante.
Pese a la proximidad entre las dos componentes, no llega a ser una binaria de contacto.
La solución de su curva de luz sugiere que ambas estrellas están notablemente distorsionadas, siendo sus parámetros intermedios entre los de YY Geminorum y CM Draconis.
Su órbita es una de las más pequeñas entre las binarias compuestas por estrellas de la secuencia principal.
Este sistema fue descubierto en el marco del proyecto OGLE en el campo de la ventana de Baade BW3.
La estrella primaria tiene una temperatura efectiva de 3500 K y una masa equivalente al 44% de la masa solar.
Su radio es igual al 51% del que tiene el Sol y rota muy deprisa, siendo su velocidad de rotación proyectada 230 km/s.
Su luminosidad apenas supone el 3,4% de la luminosidad solar, si bien es un 70% más luminosa que su acompañante.
Esta última tiene una temperatura de 3448 K y una masa de 0,41 masas solares.
Su radio equivale al 44% del radio solar y rota a 118 km/s.
La edad de OGLE BW3 V38 es desconocida, pero su localización en el plano galáctico y la baja velocidad del baricentro del sistema sugieren que pertenece a la población de disco intermedia.
Se piensa que las componentes del sistema, cuando comenzaron su vida en la secuencia principal, estaban más separadas que en la actualidad.
La pérdida de momento angular por «rotura magnética» ha provocado que la separación haya disminuido desde entonces.
Los datos fotométricos y la presencia de una gran mancha oscura en la estrella primaria sugieren la presencia de fuertes campos magnéticos.
En binarias sincronizadas los efectos de la pérdida de momento angular se traducen en el encogimiento de la órbita, disminución del período orbital y aumento de la velocidad de rotación de las componentes.